# Else Quecke

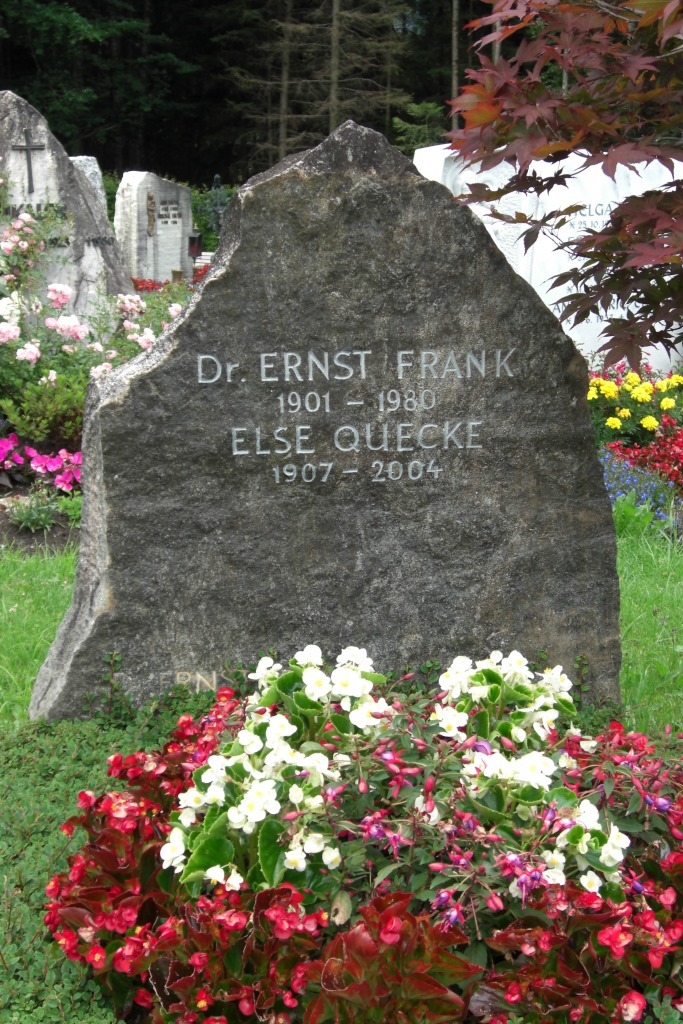
Grab von Else Quecke auf dem Bergfriedhof in Bad Wiessee

Else Quecke (* 5. September 1907 in Duisburg; † 19. Juni 2004 in Bad Wiessee) war eine deutsche Schauspielerin.

## Leben
Quecke besuchte die Dumont-Schauspielschule in Düsseldorf und erhielt 1930 ihr erstes Engagement in Osnabrück. 1932 bis mindestens 1938 gehörte sie zum Ensemble des Stadttheaters Augsburg. Es folgte eine Verpflichtung bei den Hamburger Kammerspielen. Von 1950 bis 1976 arbeitete sie bei den Münchner Kammerspielen, als Gast bis 1979. Sie gastierte auch in Berlin und am Markgrafentheater in Erlangen.
Mit würdevoller Ruhe und disziplinierter, leiser Stimme gestaltete sie viele kleine, aber bedeutende Rollen. An den Münchner Kammerspielen war sie unter anderem 1950 in der deutschen Erstaufführung von Frauen in New York von Clare Boothe Luce, 1969 in der deutschen Erstaufführung von Kiste-Mao-Kiste von Edward Albee, 1973 in Die Alten von Arnold Wesker, 1974 in Die Schwiegertochter von D. H. Lawrence, 1976 in Auf dem Chimborazo von Tankred Dorst und 1982 in der Uraufführung von Peter Handkes dramatischem Gedicht Über die Dörfer zu sehen.
Darüber hinaus spielte sie in zahlreichen deutschen Fernsehfilmen, darunter auch in einigen Folgen der Krimireihe Tatort. Internationale Bekanntheit erlangte sie mit ihrer Darstellung der Golda Meir in der amerikanischen Produktion Die 21 Stunden von München über das Geiseldrama während der Olympischen Spiele 1972 in München.
Der Widerstandskämpfer gegen den Nationalsozialismus Hans Quecke war ihr Bruder.
Im Juni 2004 verstarb Else Quecke im Alter von 96 Jahren in Bad Wiessee.

## Filmografie
- 1957: Nachts, wenn der Teufel kam
- 1958: Der Haustyrann
- 1960: Gaslicht (Fernsehfilm)
- 1961: Unsere kleine Stadt
- 1962: Die Feuertreppe (Fernsehfilm)
- 1963: Hedda Gabler (Fernsehfilm)
- 1963: Den Tod in der Hand (Fernsehfilm)
- 1964: Lausbubengeschichten
- 1966: Die seltsamen Methoden des Franz Josef Wanninger – Kavaliere (Fernsehserie)
- 1966: Liselotte von der Pfalz
- 1966: Sie schreiben mit – Der dumme August (Fernsehserie)
- 1967: Der Tag, an dem die Kinder verschwanden
- 1968: Jagdszenen aus Niederbayern
- 1968: Sie schreiben mit – Wochenend zu Vieren (Fernsehserie)
- 1969: Die Chronik der Familie Nägele (Episode)
- 1969–1970: Die Perle – Aus dem Tagebuch einer Hausgehilfin (Fernsehserie)
- 1970: Tage der Rache
- 1974: Tatort: Zweikampf (Fernsehreihe)
- 1974: Die Bettelprinzess
- 1975: Memento Mori
- 1976: Die 21 Stunden von München
- 1977: Das Rentenspiel
- 1977: Tatort: Das Mädchen am Klavier
- 1977: Tatort: Drei Schlingen
- 1979–1982: Kümo Henriette (Fernsehserie)
- 1980: Tatort: Schußfahrt
- 1981: Die Knapp-Familie (Mehrteiler)
- 1982: Christian und Christiane (Fernsehserie)
- 1983: Diese Drombuschs (Fernsehserie)
- 1983: Nordlichter: Geschichten zwischen Watt und Weltstadt (Fernsehserie)
- 1983: Das Traumschiff: Kenia (Fernsehreihe)
- 1984: Das Geschenk (Fernsehfilm)
- 1985: Kein schöner Land (Fernsehserie)
- 1985: Die Schwarzwaldklinik (Episode)
- 1987: Jokehnen oder Wie lange fährt man von Ostpreußen nach
Deutschland?
- 1987: Tatort: Die Macht des Schicksals
- 1987: Ein Fall für TKKG (Fernsehserie)
- 1993: Hochwürden erbt das Paradies
- 1994: Großstadtrevier (Fernsehserie)
- 1995: Und tschüss! (Fernsehserie)
- 1996: Bruder Esel – Mut zum Glück
- 1996: Hannah
- 1996: Adelheid und ihre Mörder (Fernsehserie, Folge Mord stand nicht auf dem Programm)

## Hörspiele
- 1948: Wolfgang Borchert: Draußen vor der Tür – Regie: Walter Ohm (Radio München)
- 1983: Fünf Freunde: Fünf Freunde auf neuen Abenteuern (Folge 21) – Regie: Heikedine Körting (Europa)